# 에어소프트 건

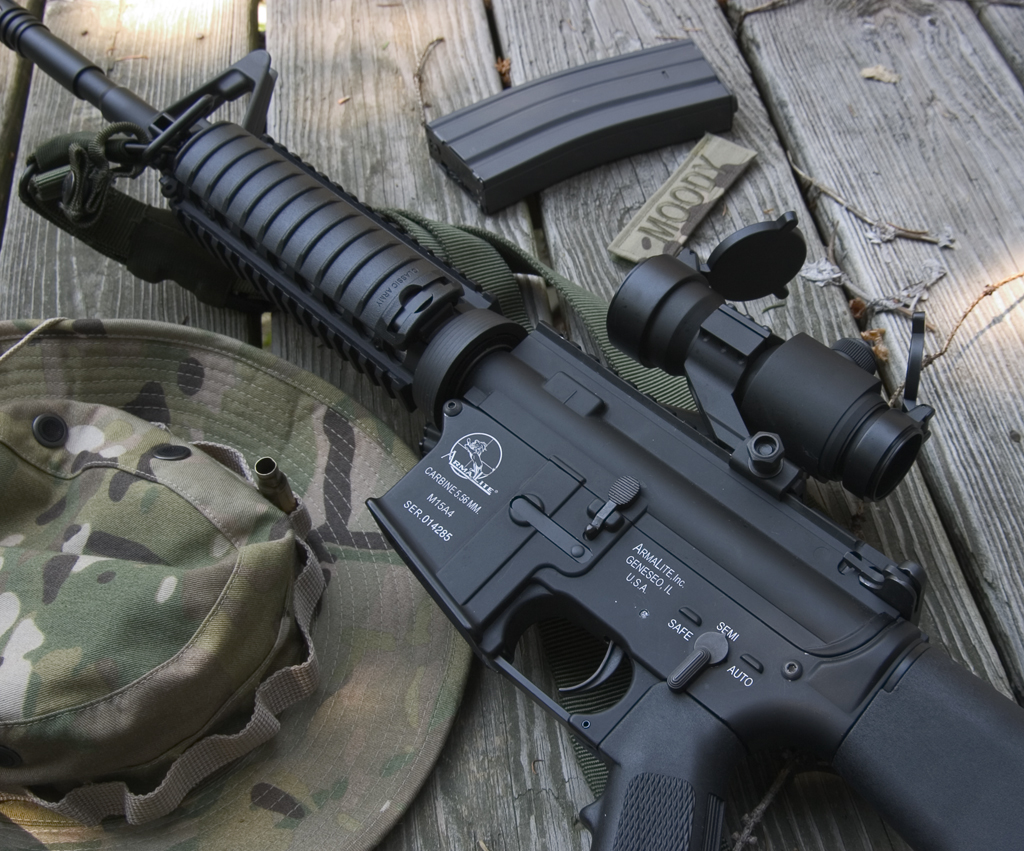
Classic Army사의 M4 카빈 에어소프트 건의 모습.

에어소프트 건(영어: airsoft gun)은 에어소프트 스포츠에 사용되는 플라스틱 탄을 발사하는 장난감 총기의 형식을 한 장비의 총칭이다. 대한민국에서는 비비탄총이라고도 한다.
에어소프트 건은 기존의 공기총보다 위력이 현저히 떨어지며, 적절한 보호 장비를 착용하면 일반적으로 스포츠 및 레크리에이션 목적으로 안전하다.
탄을 발사하는 방법에 따라, 에어소프트 건은 스프링이 장착된 공기 피스톤을 사용하여 수동으로 작동하는 에어코킹 방식과 미리 가스가 채워진 탱크에 담긴 가스의 압력으로 작동하는 가스식, 전기 모터를 동력으로 기계적으로 구동되는 전동식이 있다.

## 작동 방식 종류
- 에어코킹건

장전 손잡이를 잡아당겨 총기 내부의 피스톤에 공기를 저장한 후 방아쇠를 당겨 공기를 방출시켜 그 힘으로 탄을 날려보내는 방식이다. 부품 수가 적고 구조도 간단하여 가격이 비교적 저렴하다. 하지만 스프링의 장력이 강할수록 장전이 힘들고 기관총급의 연사를 하는 것이 어렵다는 단점이 있다. 주로 문방구에 파는 저가의 에어소프트건들의 대부분이 에어코킹건이다.
- 전동건

전기식 모터를 배터리 등의 전원을 사용하여 기어를 통해 동력을 전달하여 탄을 발사시키는 방식이다. AEG로 불리기도 하며 완전 자동이 가능하며 가스건과 다르게 추운 날씨에도 원활하게 작동한다는 큰 장점이 있어 주로 서바이벌 게임에 많이 사용된다.
- 가스건

가스 압력을 이용하여 탄을 발사시키는 방식이다. 전동건이 등장하기 이전까지는 시장의 주류였으며 GBB라고도 불린다. 실총구조와 비슷하게 만들 수 있다는 장점이 있지만 가스를 자주 충전해야 하고 추운 날씨에는 작동이 원활하게 되지 않는다는 단점이 있다.
- 하이브리드 타입

흔한 방식은 아니지만 에어코킹 방식에 전동 또는 가스 방식을 섞어 두 가지를 모두 사용이 가능하게 만든 총들도 있다. 그러나 구조가 복잡해지는 등 실용성이 떨어져 거의 사용되지 않는다.

## BB탄(에어소프트 건용)
에어소프트 건에 사용되는 탄환이다. 일반적으로 구 모양으로 지름이 약 6mm이며 플라스틱 재질이다. 무게는 0.1~0.5g 이상까지 다양하다. 그러나 재질이 플라스틱이기 때문에 환경 오염에 문제가 되어 요즘은 몇 달이 지나면 땅속에 분해되는 바이오 BB탄이라는 것도 생산된다.

## 홉업(Hop Up)
에어소프트 건의 사거리를 늘려주는 장치이다. 에어소프트 건은 일반적으로 사거리가 짧아 홉업을 사용한다. 이는 탄알인 BB탄에 역회전을 걸어 위로 붕 뜰 수 있도록 한 원리이다(에어소프트 게임에서는 이를 이용하여 총을 뒤집어 쏴서 벽 뒤에 숨어있는 적을 맞추기도 한다.) . 다만 홉업을 너무 많이 걸 경우, 사거리는 늘어나지만 명중률이 감소하고, 홉업을 너무 많이 풀 경우 명중률은 높아지지만 사거리가 감소한다는 단점이 있다.

## 에어소프트 건 형태
에어소프트건에는 거의 모든 총의 형태들이 재현되어 있다.
- 소총

소총의 모습을 가진 에어소프트건 형태로 매우 흔한 형태이다. 에어코킹건인 경우 단발 정도만 가능하지만 전동건과 가스건인 경우 반자동과 완전자동 모두 가능하다.
- 권총

권총의 모습을 가진 에어소프트건의 형태이다.
크기가 작고 소총에 비해 성능이 미흡하여 게임용으로는 잘 쓰이지 않거나 주로 부무장으로 쓰인다. 에어코킹건, 전동건, 가스건의 작동방식 모두가 있다. 주로 서바이벌 게임에서 오래 플레이를 한 사람들이 자주 사용한다.
- 저격총

저격총의 모습을 가진 에어소프트건의 형태로 멀리 떨어져 있는 물체를 정확히 맞추는 것을 목적으로 한다. 물론 가스건, 전동건 방식도 있으나 대부분이 에어코킹건 방식이라는 특징이 있다.
이것들 이외에도 산탄총, 기관단총, 기관총 등 여러 형태의 에어소프트 건들도 있다.

## 에어소프트 건 규제
에어소프트 건 관련 규제로는 운동에너지, 칼라파트, 탄의 직경과 질량 등이 있다.

### 대한민국에서의 규제
대한민국 에서는 운동에너지가 20세 이상용 에어소프트 건은 0.02kgm(0.2J) 이하여야 하며 14세 이상용 에어소프트 건은 0.014kgm(0.14J) 이하여야 한다. 그리고 칼라파트를 무조건 부착하여야 하며 탄의 재질이 금속이면 안된다. 또한 탄의 지름이 5.7mm 이상이어야 하며 탄의 질량이 0.2g 이하이어야 한다.
- 문제점

현재 0.2J이라는 탄환의 운동에너지 규정에 대해 많은 논란이 있다. 왜냐하면 외국의 경우 일본: 1J / 홍콩, 프랑스: 2J / 캐나다: 5.7J / 이탈리아: 7.5J / 체코: 10J / 대만: 20J 정도의 규제를 하고 있고 0.2J 정도의 파워로는 서바이벌 게임을 하는 것이 어렵기 때문이다. 또한 보호장비들만 잘 착용하면 부상 위험은 거의 없지만 정부는 규제 강화만을 주장하고 있다. 이는 에어소프트 건을 레저용품이 아닌 완구(장난감)로 보는 인식이 크기 때문이다.(0.2j는 비비탄총을 손으로 던진 것과 같다.)
- 불법 개조

이러한 법들 때문에 가끔씩 파워를 높혀 게임을 하다가 경찰에 적발되어 수사를 받는 경우가 있다(아무리 법이 비정상적이라도 불법 개조는 엄연한 불법이다). 이런 것을 보고 가끔씩 에어소프트 건을 실총으로 개조할 수 있을 거라고 생각하는 사람들이 있는데 그것은 거의 틀린 생각이다. 물론 개조하는 사람이 뛰어난 기술력을 가지고 있다면 가능은 한 이야기이다. 그러나 일반적으로 실총은 화약의 폭발력을 견디기 위해 철을 사용한다. 하지만 에어소프트 건은 주로 플라스틱, 아연 합금, 알루미늄 등 철보다 무른 재질을 사용한다. 그렇기 때문에 그 상태에서 개조를 한다면 초탄 발사 후 총기가 폭발력을 견디지 못하고 터져버릴 것이다. 그 말은 총기의 재질부터 철로 바꾸고 실탄에 맞게 내부 개조도 해야 하는데 그것은 총 자체 하나를 갈아엎는 짓이다. 차라리 처음부터 총을 하나 만드는 것이 더 빠를 것이다.

## 에어소프트 건에 대한 시각

### 대한민국에서의 시각
우리나라에서는 에어소프트 건이 크게 대중화되어 있지 않다. 이유는 초등학생들이나 갖고 노는 유치하고 위험한 장난감 총이라는 인식이 뿌리깊게 박혀 있기 때문이다. 그래서 성인용 에어소프트 건을 성인이 사용을 해도 사람들의 시선이 좋지 않아 떳떳하게 밝히지 못하는 상황도 있다. 이로 인해 어린이들이 에어 소프트 건 을 부모의 관리 하에 사용하는 것에도 굉장한 혐오와 증오가 섞인 반응이 나온다.
- 매체에서

에어소프트 건이 우리나라에서 부정적이다 보니 뉴스에서도 주로 부정적인 내용들을 많이 보도한다. 하지만 과장이 많이 들어가 사람들에게 편견을 만드는 사례들이 많다. 그러나 요즘 들어 에어소프트 건에 대한 몇몇 우호적인 뉴스들 또한 나오고 있다.

## 에어소프트건 제조사
- 한국

아카데미과학, [[토이스타][합동과학] 아크로모형, 동산모형, GBLS,자생과학, 삼성교재
- 일본

도쿄 마루이, KSC, 다나카 웍스
- 중국[10]

WELL, E&C, CYMA, ARMY, 더블이글
- 대만

VFC, WE-Tech, G&G, Viper Tech, KJWorks, GHK
- 홍콩

ARES, APS, King Arms, Classic Army, G&P
- 유럽

NOVRITSCH

## 같이 보기
- 에어소프트
- BB탄 총